# Zinkklorid
Zinkklorid är ett salt av zink och klor med formeln ZnCl2.

## Egenskaper
Zinkklorid är hygroskopiskt och uppträder i fyra olika, polymorfa kristallstrukturer. En snabbt nedkyld smälta av zinkklorid är däremot amorf. Det har ett, för ett salt, låg smältpunkt och är lättlösligt i vatten. Det har fyra hydrater; 1, 1½, 2½, 3 och 4.
När ammoniak leds genom en zinkkloridlösning bildas föreningen Zn(NH3)2Cl2 (zinkammoniumklorid). Det är ett salt där Zn(NH3)22+ är katjon och Cl– är anjon.

## Framställning
Industriellt framställs zinkklorid genom att behandla zinkblände med saltsyra.
{\displaystyle {\rm {ZnFeS_{2}+4\ HCl\rightarrow ZnCl_{2}+FeCl_{2}+2\ H_{2}S}}}
Eftersom zinkblände också innehåller järnsulfid (FeS), som omvandlas till järn(II)klorid, så behöver lösningen renas från järn. Det görs genom att järn(II)kloriden oxideras till järn(III)klorid av klorgas. Järn(III)klorid hydrolyseras sedan av vattnet till järn(III)oxid som fälls ut och saltsyra som kan återvinnas.
{\displaystyle {\rm {2\ FeCl_{2}+Cl_{2}+3\ H_{2}O\rightarrow Fe_{2}O_{3}+6HCl}}}
För laboratoriebruk är det dock enklare att tillverka zinkklorid direkt från metallisk zink och saltsyra.
{\displaystyle {\rm {Zn+2\ HCl\rightarrow ZnCl_{2}+H_{2}}}}

## Användning
- Zinkklorid används tillsammans med ammoniumklorid (NH4Cl) i flussmedel.
- Det används också som katalysator i många reaktioner inom organisk kemi.
- Zinkkloridlösning starkare än 64 % kan lösa upp stärkelse, cellulosa och silke och används därför inom textilindustrin för att rengöra konstfibrer.
- En blandning av zinkoxid och hexakloretan används i militära rökgranater. Den rök som bildas består av zinkklorid.

{\displaystyle {\rm {3\ ZnO+C_{2}Cl_{6}\rightarrow 3\ ZnCl_{2}+CO_{2}+CO}}}